# Tippmannia olivascens
Tippmannia olivascens är en skalbaggsart som först beskrevs av Lane 1973.  Tippmannia olivascens ingår i släktet Tippmannia och familjen långhorningar. Inga underarter finns listade i Catalogue of Life.